# آزیلسارتان
آزیلسارتان (Azilsartan) که با نام تجاری اداربی (Edarbi ) به فروش میرسد، یک داروی مهارکننده آنزیم مبدل آنژیوتانسین است که در درمان فشارخون بالا کاربرد دارد. این دارو به شکل قرص است.

## مکانیسم عمل
آزیلسارتان با مهار آنژیوتانسین II باعث کاهش فشارخون میشود.

Azilsartan medoxomil, the prodrug used, ‘Edarbi’